# Мельница Оттена

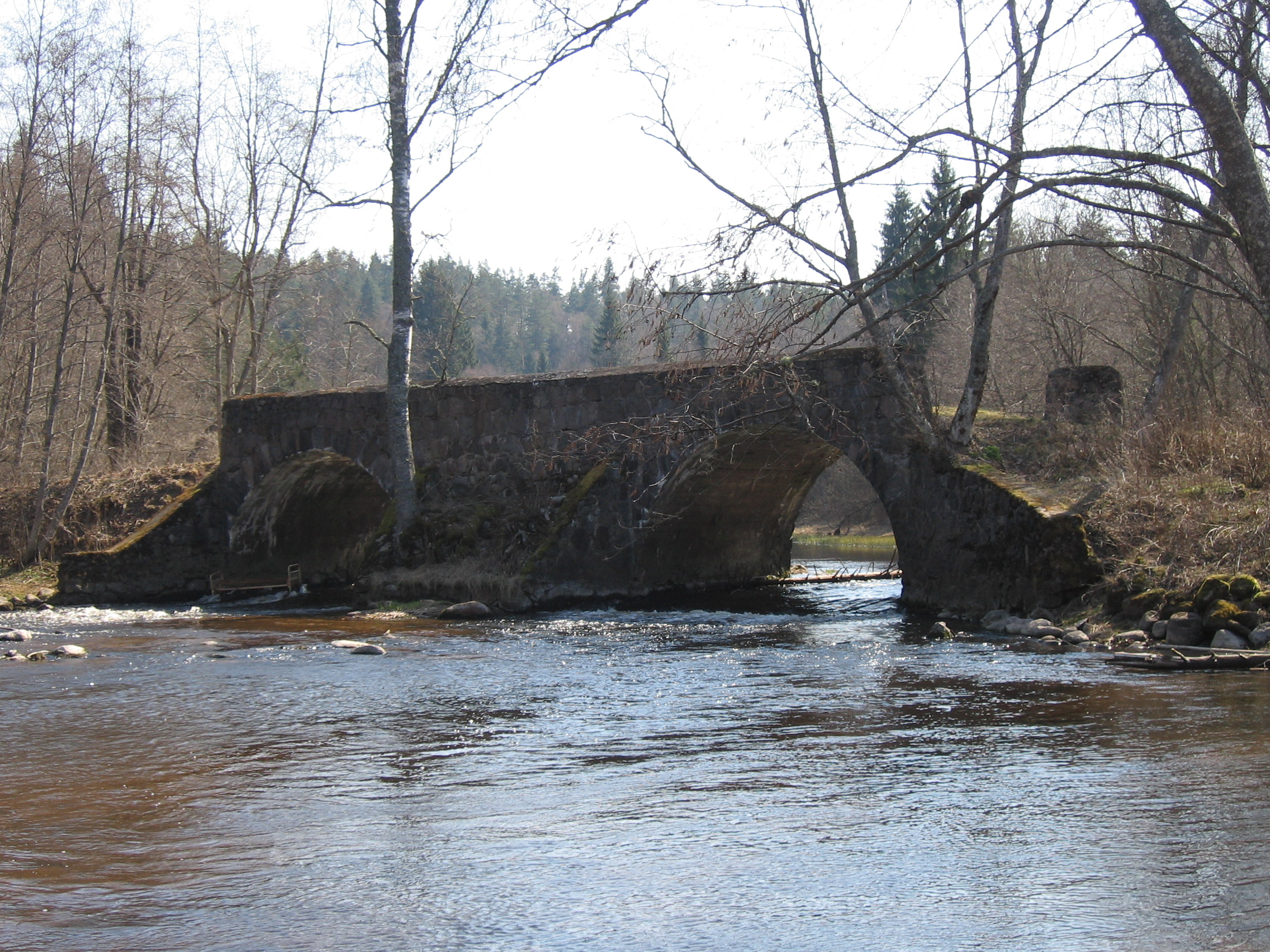
Мост мельницы Оттена

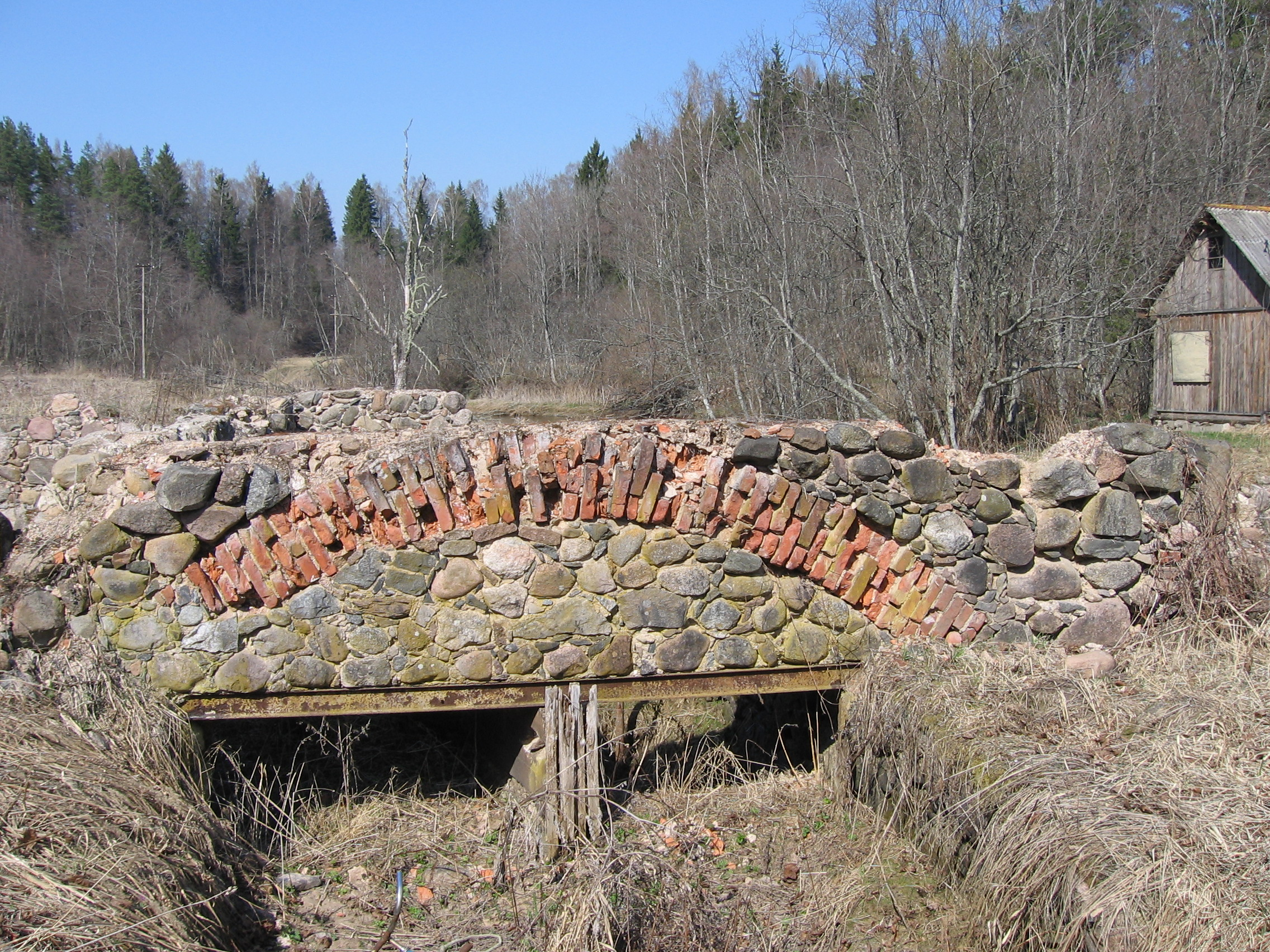
Водный канал мельницы Оттена

Мельница О́ттена (эст. Otteni vesiveski) или мельница Ва́лгесоо (эст. Valgesoo vesiveski) — бывшая водяная мельница в юго-восточной Эстонии, на реке Ахья. Остатки мельницы находятся на землях деревни Валгесоо, а восточная часть мельничного моста относится к деревне Таэваскоя. Мост мельницы Оттена является границей природоохранной зоны в долине реки Ахья. Четыре объекта на территории мельницы внесены в Государственный регистр памятников культуры Эстонии.

## История
Мельница Оттена была впервые упомянута в 1582 году как мельница Валгесоо. Мельничный комплекс, который частично сохранился до наших дней, был возведён во второй половине 19-го столетия.
Здание мельницы было построено из брёвен на бутовом фундаменте и имело двускатную крышу с покрытием из дранки. Речной поток первоначально крутил водяное колесо, позже были установлены две турбины. На мельнице мололи муку, здесь также находилась пилорама, круглопильный станок, токарный станок по металлу, строгальная машина, щепально-драночная машина, трепальное и крутильное оборудование для льна. Ещё до 1980-х годов было в сохранности мельничное здание и пристроенный к ней жилой дом-хутор.
Мост мельницы, который одновременно служил и плотиной, в 1916 году построил собственник мельницы Яан Оттен (Jaan Otten, род. 28 октября 1847 года в Вастсе-Антсла) по образу Тартуского каменного моста. Плотина построена из бута, у неё два больших вылитых из бетона дуговых проёма, которые ранее закрывались воротами.
Сушилка мельницы была построена в 1920 году и представляет из себя каменное строение в стиле историзма, возведённое на склоне речной долины.
В 1930-х годах мельница находилась в собственности сына Яана Оттена — Ричарда Оттена.
С 1930-х годов и до завершения строительства в 1952 году гидроэлектростанции Саэсааре с водяной мельницей Оттена был при помощи турбины был соединён электрогенератор, который давал электричество для деревни Валгесоо и школьного здания.
Мельница завершила работу в 1960-х годах. Жилой дом Оттена был разрушен в начале 2000-х годов.
Плотина, водяной канал с мостом, амбар и сушилка водяной мельницы Оттена внесены в Государственный регистр памятников культуры Эстонии как памятники архитектуры. Жилой дом мельницы был также в 1999 году взят под охрану как памятник архитектуры, но исключён из Регистра памятников культуры в 2009 году из-за разрушения.
Построенные из бута водный канал и мост к настоящему времени сохранились лишь частично. Амбар находится в удовлетворительном состоянии, хорошо сохранился его сводчатый подвал из красного кирпича. Сушилка отреставрирована, и в здании теперь располагается Дом лесничества Оттена, принадлежащий Центру управления государственными лесами Эстонии.

## Мельница Оттена в кино
Мост мельницы Оттена известен как одно из мест съёмок популярного советского фильма «Последняя реликвия». Здесь один из героев фильма, Сийм, сражается с преследователями на лошадях. С одним из них он борется и скидывает его в реку, затем, выломав из моста деревянную балясину, преграждает путь другим преследователям, в результате чего один из наездников падает в реку вместе с лошадью.